# Halanonchus arenarius
Halanonchus arenarius is een rondwormensoort uit de familie van de Trefusiidae. De wetenschappelijke naam van de soort is voor het eerst geldig gepubliceerd in 1984 door Pavlyuk.